# アチャルプル

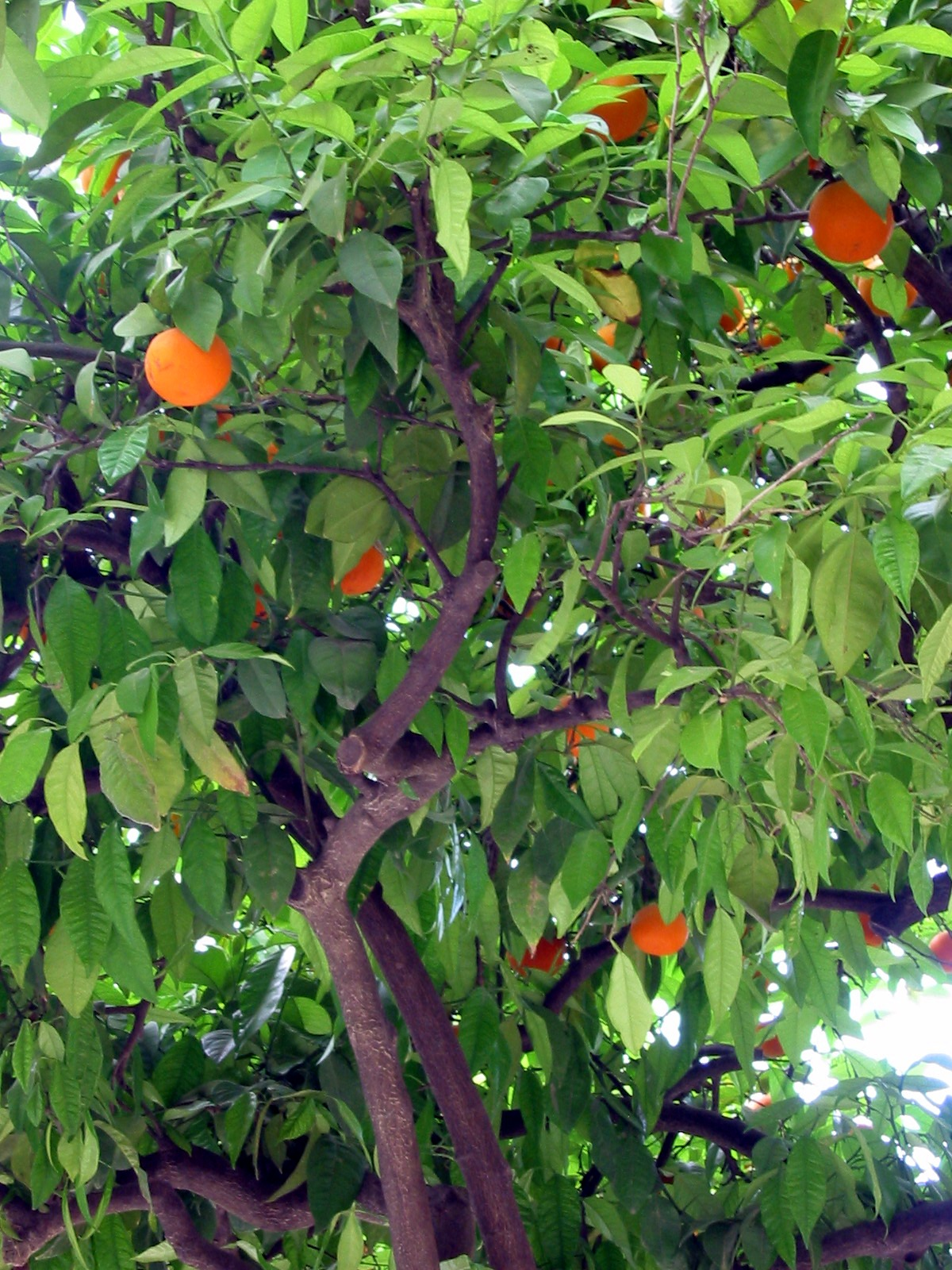
オレンジの木

アチャルプル（英語：Achalpur）は、インドのマハーラーシュトラ州、アムラーワティー県の都市。エーリチプル（Ellichpur）、イーリチプル（Illychpur）などとも呼ばれる。

## 歴史
かつて、1490年にベラール王国が独立したとき、その首都となった。
その後、18世紀にはボーンスレー家の支配下となった。

## 人口
2011年の統計では、112,293人。